# Lars Emil Johansen
Lars Emil Johansen (Illorsuit, 24 september 1946) was de tweede premier van Groenland. Zijn ambtstermijn liep van 1991 tot 1997. Hij was de opvolger van Jonathan Motzfeldt en werd tevens opgevolgd door Jonathan Motzfeldt.